# Akakianisches Schisma
Das Akakianische Schisma (484–519) stellte das erste grundsätzliche Schisma (Kirchenspaltung) zwischen der östlichen und der westlichen Christenheit dar.
Benannt ist es nach dem Patriarchen Akakios von Konstantinopel (471–489), der im Auftrag des oströmischen Kaisers Zeno eine Henotikon genannte Glaubensformel entwickelte, die die Monophysiten (Miaphysiten) mit der orthodoxen Reichskirche versöhnen sollte: Im Kern lief diese Formel, die sich anfangs wohl nur an die Christen in Ägypten gerichtet hatte, darauf hinaus, das umstrittene Konzil von Chalkedon (451) einfach zu verschweigen. Der 482 ergangene Erlass dieses Kompromissdekrets durch den Kaiser bewirkte zunächst tatsächlich eine gewisse Annäherung an die Monophysiten (allerdings keine Versöhnung) und festigte damit die innere Einheit des Oströmischen Reiches. Allerdings wurde das Henotikon auf den Gebieten des früheren weströmischen Reiches, in denen man die Beschlüsse von Chalkedon als Sieg der eigenen Sache verstand, überwiegend vehement abgelehnt – dabei stand Papst Felix II. (bzw. III.) (483–492), beraten durch den mit Akakios verfeindeten Joannes Talaia, an der Spitze des Widerstands. Da Italien zu dieser Zeit unter der Herrschaft Odoakers stand und der in Konstantinopel residierende Kaiser dort somit keine Macht mehr besaß, konnte der Bischof von Rom frei agieren und 484 die Kirchengemeinschaft mit Ostrom aufkündigen.
Vor allem Zenos Nachfolger Anastasius (491–518) hielt in den Verhandlungen mit Rom seinerseits strikt am Henotikon fest. Die neuen germanischen Herren des Westens, die selbst zumeist Arianer waren, sahen diese Entfremdung ihrer römischen Untertanen vom Kaiser in der Regel mit Wohlgefallen – und umgekehrt betrachtete es Theoderich der Große mit Sorge, als sich Ostrom unter dem neuen, aus dem Illyricum stammenden Kaiser Justin I., der der päpstlichen Position nahestand, schließlich dazu bereitfand, das Henotikon zurückzunehmen. Die Verhandlungen zur Beendigung des Schismas wurden von Dioskur geführt, der später (530) kurzzeitig zum Gegenpapst aufsteigen sollte. Als 519 das Schisma endete, indem Konstantinopel unter dem Patriarchen Johannes II. Kappadokes auf Druck des Kaisers die Formel des römischen Bischofs Hormisdas akzeptierte, führte diese Maßnahme einerseits zu einer Verschärfung des Konflikts mit den Monophysiten im Oströmischen Reich, und andererseits kann man sie als einen ersten Schritt in Richtung auf die wenig später unter Kaiser Justinian versuchte politische Wiedervereinigung des Westens mit dem östlichen Imperium interpretieren.